# Принцип взрыва
В классической логике, интуиционистской логике и подобных логических системах используется принцип взрыва (лат. ex falso [sequitur] quodlibet, «из ложности [следует] что угодно»; или лат. ex contradictione [sequitur] quodlibet), или принцип Псевдо-Скотуса (ложно приписываемый Дунсу Скотусу) — закон, согласно которому любое утверждение может быть доказано из противоречия. То есть, после утверждения противоречия из него можно вывести любое утверждение (включая их отрицания); что также известно как дедуктивный взрыв.
Доказательство этого принципа было впервые приведено французским философом XII века Вильгельмом Суассонским. Из-за принципа взрыва существование противоречия (непротиворечивости) в формальной аксиоматической системе является катастрофическим и имеет огромную проблему; поскольку любое утверждение может быть доказано, это делает тривиальными понятия истинности и ложности. Примерно на рубеже 20-го века обнаружение противоречий, таких как парадокс Рассела, в основах математики поставило под угрозу всю структуру и суть математики. Такие математики как Готлоб Фреге, Эрнст Цермело, Абрахам Френкель и Торальф Скулем приложили много усилий к пересмотру теории множеств с целью устранения данных противоречий, в результате чего появилась современная теория множеств Цермело-Френкеля.
В качестве демонстрации этого принципа рассмотрим два противоречивых утверждения — «Все лимоны жёлтые» и «Не все лимоны жёлтые» — и предположим, что и то, и другое истинно. В этом случае, можно доказать что угодно, например, утверждение «единороги существуют», используя следующий аргумент:
1. Мы знаем, что «Не все лимоны жёлтые», поскольку предполагается, что это правда.
2. Также, мы знаем, что «Все лимоны жёлтые», так как это было принято за факт.
3. Следовательно, высказывание из двух частей «Все лимоны жёлтые или единороги существуют» также должно быть истинным, поскольку первая часть «Все лимоны жёлтые» из двух частей высказывания является истинной (как это и предполагалось).
4. Впрочем, поскольку нам известно, что «Не все лимоны жёлтые» (так как это предполагалось), первая часть является ложной, и, следовательно, вторая часть должна быть истинной, чтобы обеспечить истинность двух частей высказывания, а значит, единороги существуют.

В качестве другого решения этих вопросов и проблем некоторые математики разработали альтернативные теории математической логики, называемые паранепротиворечивые логики, которые устраняют принцип взрыва. Благодаря этому некоторые противоречивые утверждения могут быть подтверждены без влияния на другие доказательства.

## Символическое представление
В математической логике, принцип взрыва можно выразить схематически, следующим образом:
 
{\displaystyle P,\lnot P\vdash Q} Для любых высказываний «P» и «Q», если «P» и «не-P» оба истинны, то логически следует, что истинно и «Q».

## Доказательство
Ниже приводится формальное доказательство данного принципа с использованием символически математической логики:
| Шаг | Предложение             | Вывод                         |
| --- | ----------------------- | ----------------------------- |
| 1   | {\displaystyle P}       | Предположение                 |
| 2   | {\displaystyle \neg P}  | Предположение                 |
| 3   | {\displaystyle P\lor Q} | Введение в дизъюнкцию (1)     |
| 4   | {\displaystyle Q}       | Дизъюнктивный силлогизм (3,2) |

Это просто символическая версия неформального аргумента, приведенного во введении, с {\displaystyle P}, которое означает «Все лимоны жёлтые» и {\displaystyle Q}, которое означает «Единороги существуют». Для начала мы предположим, что (1) абсолютно все лимоны жёлтые и что (2) не все лимоны жёлтые. Из предложения, что все лимоны имеют жёлтый цвет, мы делаем вывод, что (3) либо все лимоны жёлтые, либо единороги существуют. Но тогда из этого и того факта, что не все лимоны жёлтые, мы выводим, что (4) единороги существуют с применением дизъюнктивного силлогизма.

### Семантический аргумент
Альтернативный аргумент в пользу этого принципа вытекает из теории моделей. Предложение {\displaystyle P} является семантическим следствием набора предложений {\displaystyle \Gamma } только если каждая модель {\displaystyle \Gamma } является моделью {\displaystyle P}. Однако не существует модели противоречивого множества {\displaystyle (P\wedge \lnot P)}. A fortiori, не существует модели {\displaystyle (P\wedge \lnot P)} которая не является моделью {\displaystyle Q}. Таким образом, можно сказать, что каждая модель {\displaystyle (P\wedge \lnot P)} является моделью {\displaystyle Q}. Таким образом, {\displaystyle Q} является семантическим следствием {\displaystyle (P\wedge \lnot P)}.

## Паранепротиворечивая логика
В настоящее время развиваются паранепротиворечивые логики, которые допускают использование субконтрарно-формирующих (subcontrary) операторов. В логической семантике, паранепротиворечивые логики часто отрицают предположение, что не может существовать модели {\displaystyle \{\phi ,\lnot \phi \}} и разрабатывают семантические системы, в которых существуют такие модели. В качестве альтернативы им, например, отвергается идея о том, что пропозиции можно классифицировать как истинные или ложные. Доказательные теоретические параконсистентные логики, обычно отрицают достоверность какого-либо из шагов, необходимых для выведения следствия парадокса взрыва, обычно включающих дизъюнктивный силлогизм, введение в дизъюнкцию и доведение до абсурда.

## Применение
Метаматематическое значение принципа взрыва, заключается в том, что для любой логической системы, в которой действует этот принцип, любая выведенная математическая теория, которая доказывает ⊥ (или эквивалентную форму, {\displaystyle \phi \land \lnot \phi }) бесполезна, поскольку все её истинностные утверждения превратятся в теоремы, что приведёт к невозможности отличить истину от лжи. Иными словами, принцип взрыва является доводом в пользу закона противоречия, в классической логике, поскольку, без него, все истинные утверждения становятся бессмысленными.
Уменьшение доказательной способности логик без ex falso обсуждается в минимальной логике.

## Наглядный пример
Представим, доказательство, что все люди — смертны. Для этого используется следующий аргумент:
- 1. Все люди — смертны (исходное утверждение)
- 2. Сократ — человек (факт, который  значится в истории)
- 3. Сократ — смертен (следует из первого и второго пункта)

Таким образом, доказывается утверждение, используя при этом логические правила и истинные факты. Но что, если вместо истинного факта используется противоречие, например:
- 4. Сократ — жив и мёртв одновременно (противоречие, потому что одно и то же состояние не может быть одновременно истинным и ложным для одного и того же объекта)

Если принять данное противоречие за истину, то можно доказать любое утверждение из него. Например, такое:
- 5. Сократ — жив (следует из четвёртого пункта по правилу устранения конъюнкции[англ.])
- 6. Сократ — мёртв (также следует из четвёртого пункта по правилу устранения конъюнкции)
- 7. Сократ — жив или все люди — бессмертны (следует из пятого пункта по правилу введения в дизъюнкцию[англ.])
- 8. не Сократ — жив (следует из шестого пункта по правилу отрицания)
- 9. все люди — бессмертны (следует из седьмого и восьмого пункта по правилу дизъюнктивного силлогизма[англ.])

Таким образом, доказывается противоположное исходному утверждению из противоречия. При этом появляется соблазн доказать любое другое утверждение, например, «Сократ — президент России» или «Сократ — единорог». Это означает, что если в логике допускаются противоречия, то одновременно теряется возможность отличать истину от лжи.